# Емі Тернер
Емі Тернер (англ. Amy Turner; нар. 25 березня 1984) — австралійська регбістка, олімпійська чемпіонка 2016 року.

## Виступи на Олімпіадах
| Олімпіада           | Дисципліна | Місце |
| ------------------- | ---------- | ----- |
| Ріо-де-Жанейро 2016 | регбі-7    | 1     |

## Зовнішні посилання
- Емі Тернер — олімпійська статистика на сайті Sports-Reference.com (англ.) (архівна версія)